# Don't Let Mother Know; or, The Bliss of Ignorance
Don't Let Mother Know; or, The Bliss of Ignorance è un cortometraggio muto del 1913 diretto da Hardee Kirkland. Prodotto dalla Selig Polyscope Company e sceneggiato da Arthur Leeds, il film aveva come interpreti Maxwell Sargent, Carl Winterhoff, Louise Kelley, Adrienne Kroell, Jack Jensen.

## Trama
Dopo essere intervenuto nel corso di una rissa per salvare un tipo ubriaco, Tom Moran riceve le confidenze dell'altro, Dick Baird, che gli racconta delle sue vicende e di come si sia ridotto in quello stato. Gli mostra anche un medaglione con il ritratto della madre che non vede ormai da sedici anni, e quello di sua sorella. Ha deciso di tornare da loro e ha già spedito la lettera dove annuncia il suo arrivo. Il giorno dopo però muore, ucciso da un ladro. Prima di spirare, chiede a Tom di non dire niente di ciò a sua madre. Tom va a trovare le due donne e presto si innamora della sorella di Dick. La madre, invece, che è cieca, crede che quello sia il suo ragazzo. Tom la lascia con quell'illusione; entra a far parte della famiglia e la assiste fino alla morte.

## Produzione
Il film fu prodotto dalla Selig Polyscope Company.

## Distribuzione
Distribuito dalla General Film Company, il film - un cortometraggio di una bobina - uscì nelle sale cinematografiche statunitensi l'11 febbraio 1913.